# Alecrim-pimenta
Alecrim-pimenta, Lippia sidoides Cham., é uma planta pertencente à família Verbenaceae. É um arbusto silvestre, originária do nordeste do Brasil, que sob condições ideais pode alcançar até 3 metros de altura.
Também conhecida pelos nomes populares de alecrim-grande e estrepa-cavalo.
Usada externamente possui propriedades antimicrobianas e anti-sépticas. Suas indicações terapêuticas são: combate a acne, aftas, caspa e piolhos, fungos, impingem, inflamação na boca e garganta, diminui o cheiro dos pés e axilas, reduz o pano-branco e a sarna-infecciosa.